# ラベック姉妹
ラベック姉妹（ラベックしまい、仏語：Marielle et Katia Labèque）は、フランス・バスク地方バイヨンヌ出身の姉妹によるピアノ・デュオ。
姉のカティア・ラベック（Katia Labèque、1950年3月11日 - ）と妹のマリエル・ラベック（Marielle Labèque、1952年3月6日 - ）の2人で、4手のための数々のピアノ曲や、2台ピアノのための多くの作品を演奏し、かつ録音している。レパートリーはこのほかにバロック音楽から現代音楽までの室内楽曲や協奏曲まで幅広い。
姉のカティアはかつてジャズ・ギタリストのジョン・マクラフリンと結婚していたことがある。妹のマリエルはロシア人指揮者のセミヨン・ビシュコフと結婚している。また1980年代にサントリーから発売されたウィスキー、サントリー21（現在は生産終了）のCMに出演し、連弾を披露していたことでも知られる。